# سنان (فسا)
سنان، روستایی از توابع بخش شیبکوه (فسا) شهرستان فسا در استان فارس ایران است.

## جمعیت
این روستا در بخش شیبکوه (فسا)  قرار دارد و براساس سرشماری عمومی نفوس و مسکن ایران در سال ۱۳۹۵، جمعیت آن ۱٬۶۰۶ نفر (۴۹۶خانوار) بوده‌است